# Bo'az Ma'uda
Bo'az Ma'uda (Hebreeuws: בועז מעודה) (Elyakim, 23 april 1987) is een Israëlische zanger.

## Biografie
Ma'uda is geboren in de mosjav Elyakim, waar hij nu ook nog woont. Hij is de jongste zoon van zijn ouders, wiens voorouders uit Jemen komen. Ma'uda is een modern-orthodoxe jood. Al vanaf zijn vijfde zingt hij. Zijn talent werd ontdekt toen Ma'uda als chazan joodse gebedsliederen in de synagoge zong. Vanaf toen wilde hij professionele zanger worden.
Ma'uda won het vijfde seizoen van de Israëlische versie van Idols en heeft Israël op 20 mei 2008 vertegenwoordigd op het Eurovisiesongfestival in Belgrado. Zijn liedje Ke'ilo kan (in het Engels: The fire in your eyes) behaalde met 124 punten een negende plaats op 43 deelnemers. Deze plaats was zeer onverwacht, omdat Ma'uda in de halve finale al als tweede moest aantreden. In de finale kwamen de Israëliërs ook vroeg in actie: als zevende. Het liedje is geschreven door Dana International en haar manager.
1973: Ilanit · 
1974: Poogy · 
1975: Shlomo Artzi · 
1976: Chocolad Menta Mastik · 
1977: Ilanit · 
1978: Izhar Cohen & The Alphabeta · 
1979: Gali Atari & Milk and Honey · 
1981: Hakol Over Habibi · 
1982: Avi Toledano · 
1983: Ofra Haza · 
1985: Izhar Cohen · 
1986: Moti Giladi & Sarai Tzuriel · 
1987: Lazy Bums · 
1988: Yardena Arazi · 
1989: Gili & Galit · 
1990: Rita · 
1991: Duo Datz · 
1992: Dafna Dekel · 
1993: The Shiru Group · 
1995: Liora · 
1998: Dana International · 
1999: Eden · 
2000: Ping Pong · 
2001: Tal Sondak · 
2002: Sarit Hadad · 
2003: Lior Narkis · 
2004: David D'Or · 
2005: Shiri Maimon · 
2006: Eddie Butler · 
2007: Teapacks · 
2008: Bo'az Ma'uda · 
2009: Noa & Mira Awad · 
2010: Harel Skaat · 
2011: Dana International · 
2012: Izabo · 
2013: Moran Mazor · 
2014: Mei Finegold · 
2015: Nadav Guedj · 
2016: Hovi Star · 
2017: Imri Ziv · 
2018: Netta Barzilai · 
2019: Kobi Marimi · 
2021: Eden Alene · 
2022: Michael Ben David · 
2023: Noa Kirel · 
2024: Eden Golan · 
2025: Yuval Raphael
- International Standard Name Identifier: 0000 0000 7520 3073
- Library of Congress Control Number: no2010011530
- MusicBrainz: c9c70029-be44-422c-ad6a-01fe5de04748
- Nationale Bibliotheek van Israël: 987007418512405171
- Virtual International Authority File: 402149106291268492558